# Ambasada Węgier w Polsce

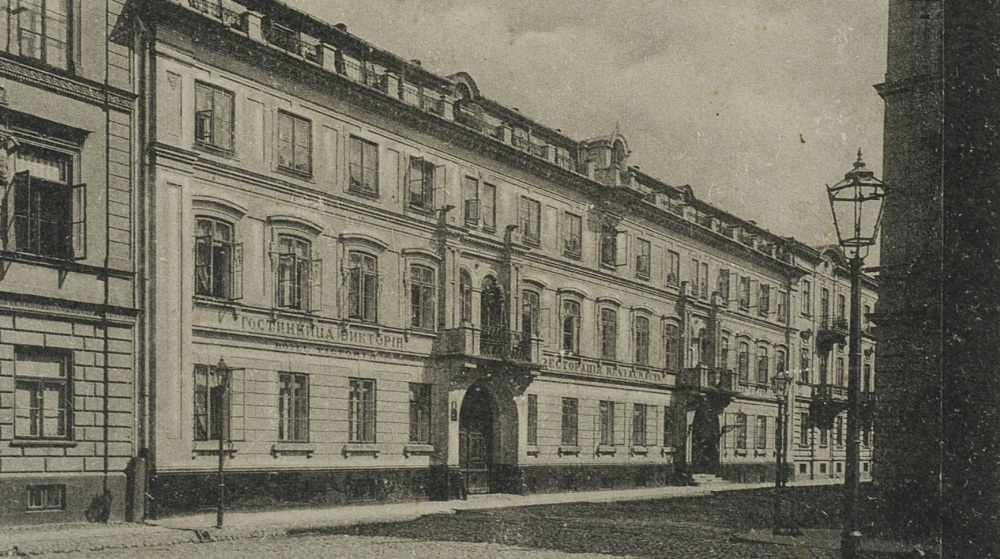
Nieistniejący Hotel Victoria w Warszawie, b. siedziba ambasady Węgier (1922)

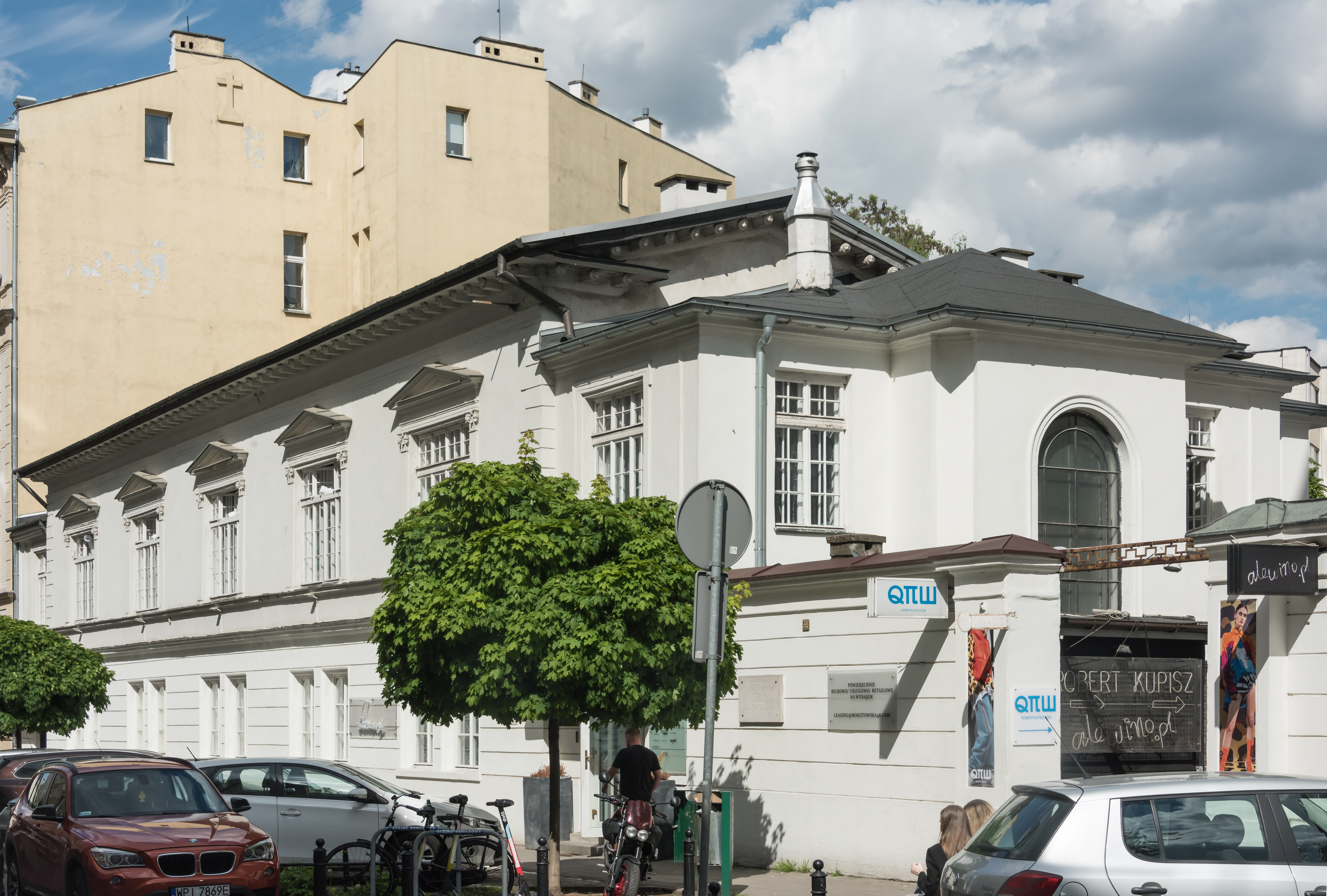
B. siedziba ambasady Węgier w Domu Kraszewskiego przy ul. Mokotowskiej 48 (1926–1930)

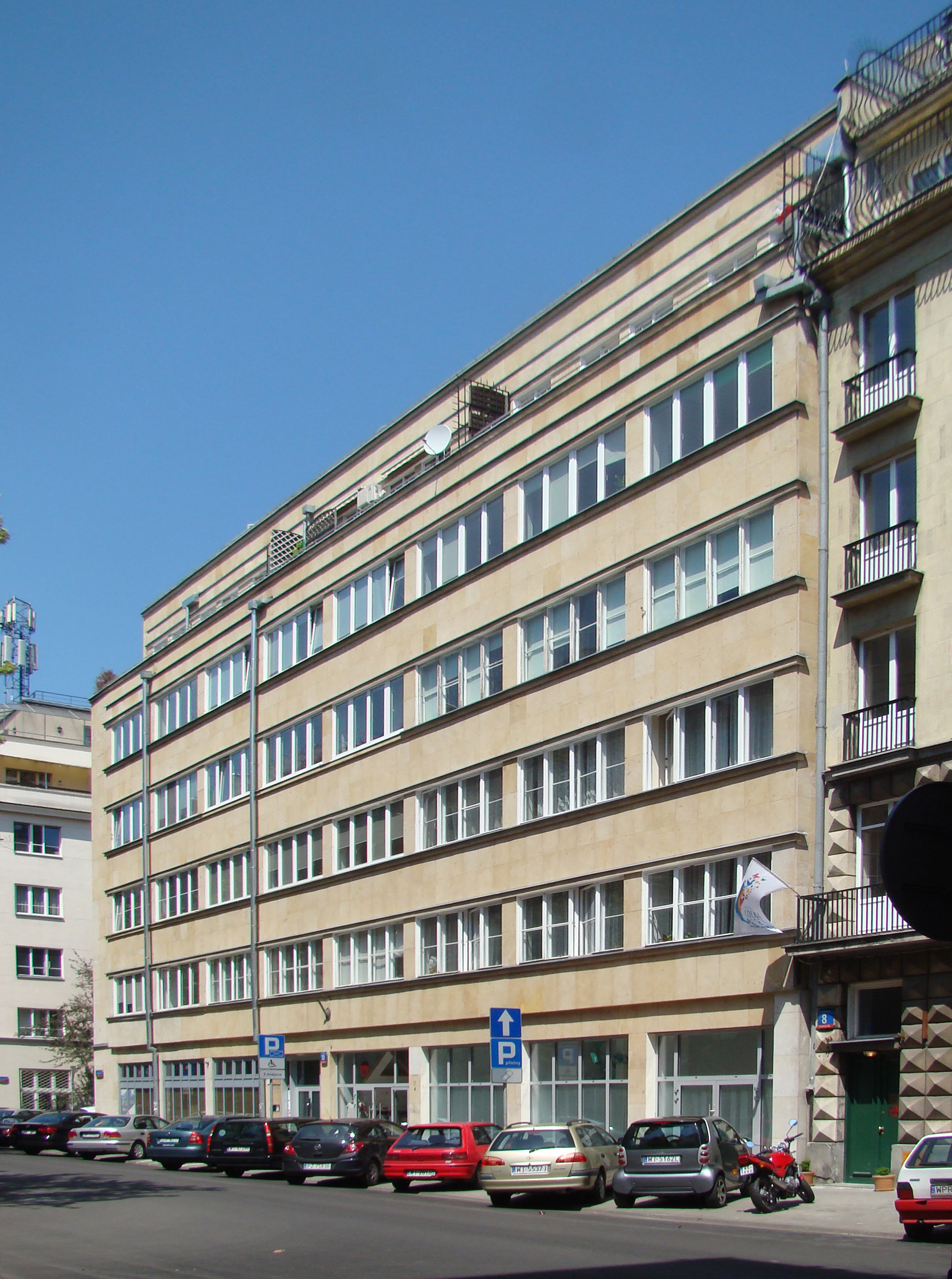
B. siedziba ambasady Węgier w Kamienicy Robinsona przy ul. Koszykowej 10 (1938–1939)

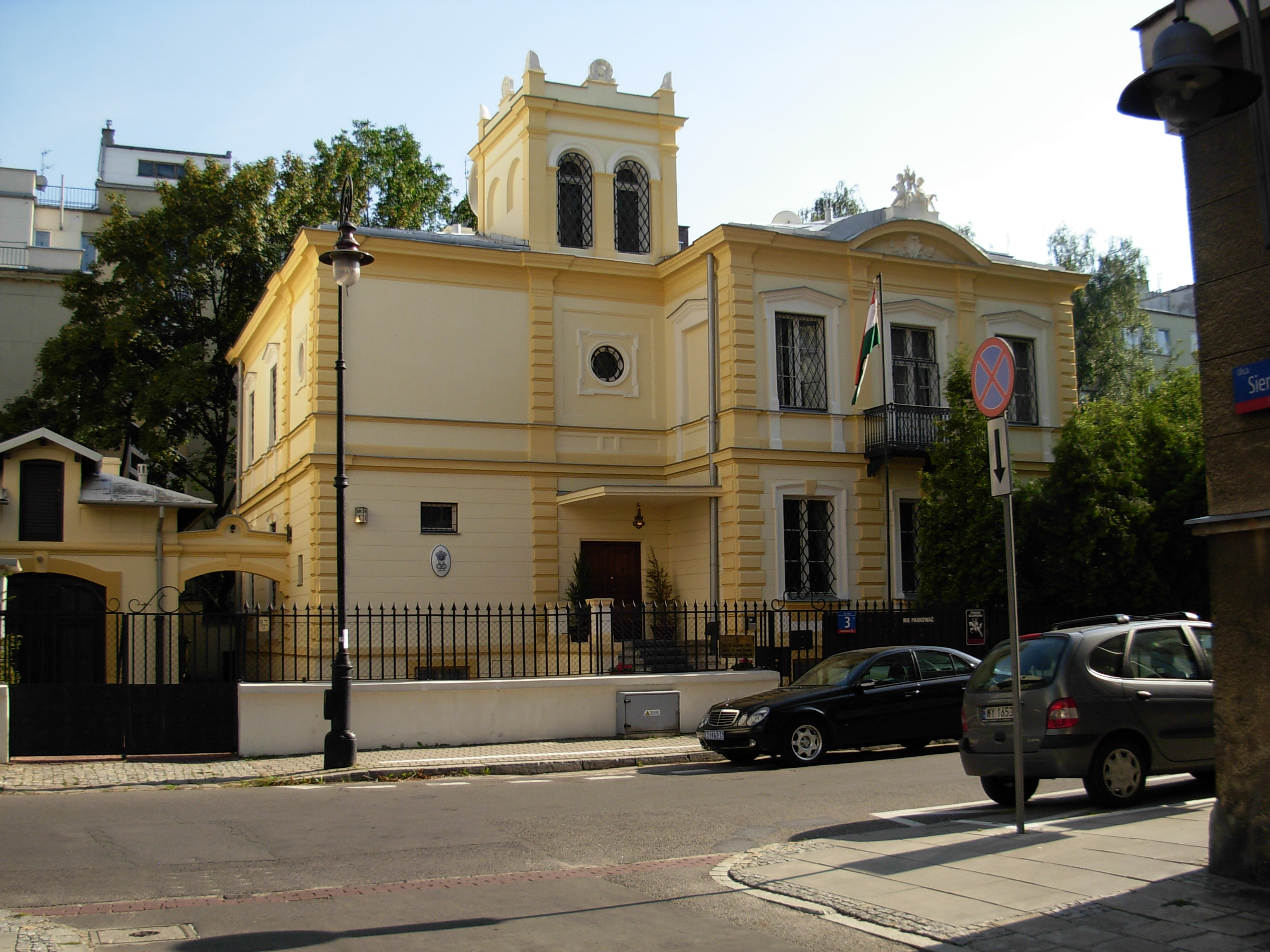
Tzw. Dom Indyjski (India House), b. siedziba ambasady Węgier w al. Róż (1950–1951)

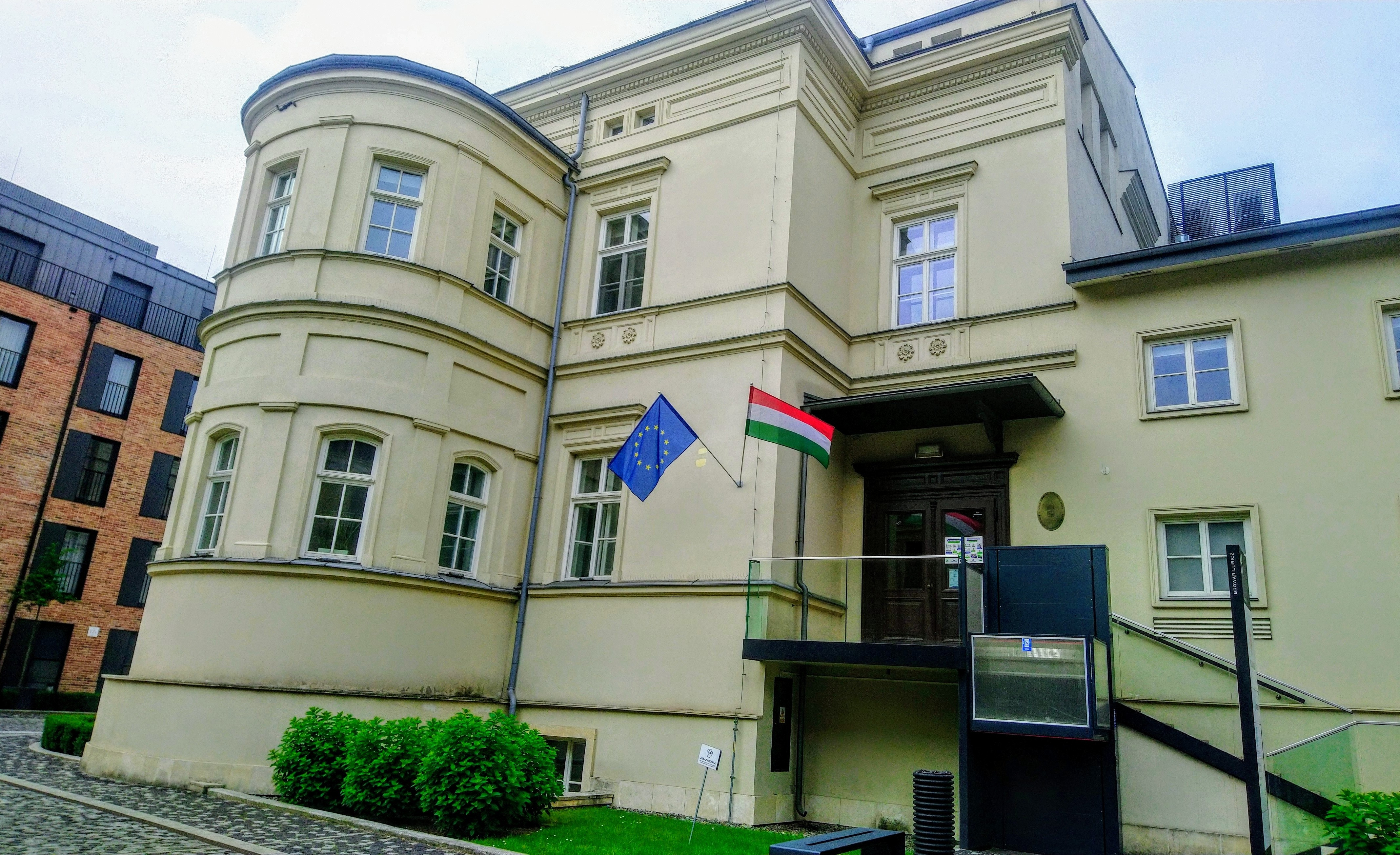
Konsulat Generalny Węgier w Krakowie

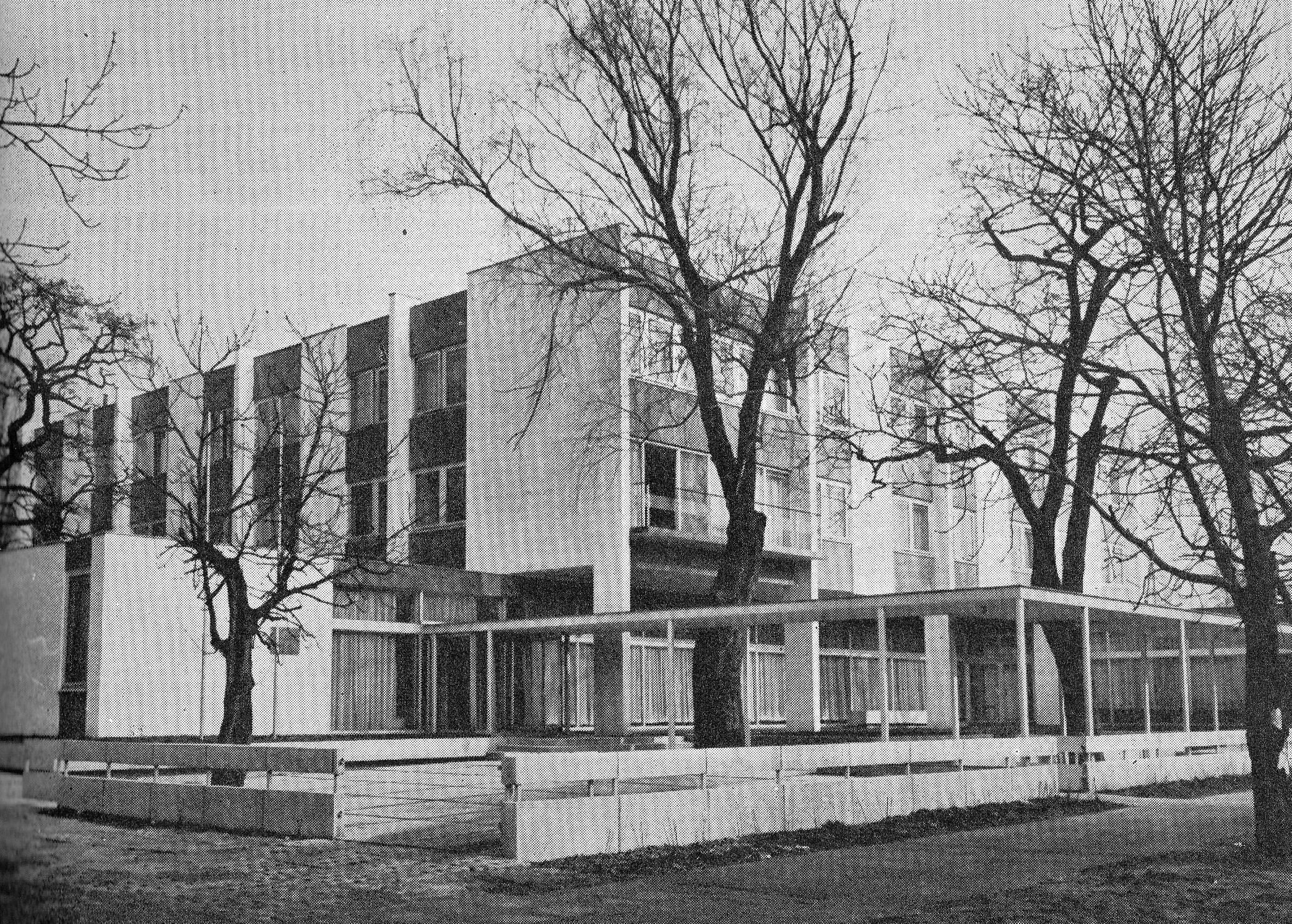
Wydział Handlowy Ambasady Węgier przy ul. Szwoleżerów (1972–2012)

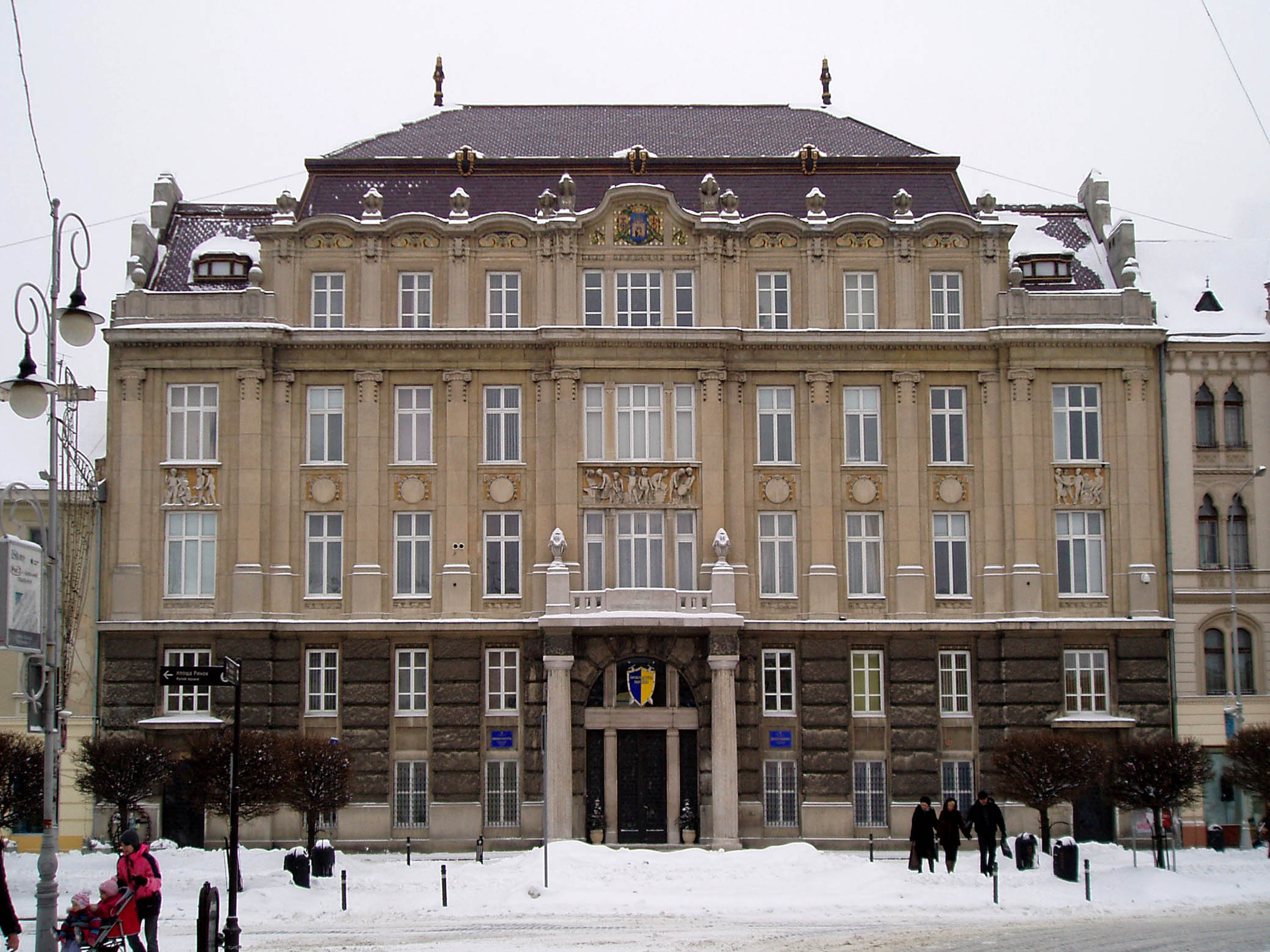
B. siedziba Konsulatu Węgier we Lwowie przy ul. Akademickiej 17 (1939)

Ambasada Węgier w Warszawie (węg. Magyarország varsói Nagykövetsége) – placówka dyplomatyczna Węgier znajdująca się w Warszawie przy ul. Chopina 2.

## Podział organizacyjny
W skład przedstawicielstwa wchodzą:
- Ataszat wojskowy
- Instytut Liszta w Warszawie (Liszt Intézet Varsó), ul. Moniuszki 10, b. Węgierski Instytut Kultury (Magyar Kulturális Intézet)
- Przedstawicielstwo Turystyki Węgierskiej w Polsce (węg. Magyar Turizmus Zrt.(inne języki) Magyar Turizmus Zrt. Lengyelországi Képviselete), ul. Dworkowa 2/16[a]
- Konsulat Generalny Węgier, Gdańsk, ul. Doki 1 (od 2020)
- Konsulat Generalny Węgier, Kraków, ul. Lubicz 17h
- Wicekonsulat Węgier we Wrocławiu, ul. Łaciarska 4 (od 2019)[2]
- Węgierski Narodowy Dom Handlowy (węg. Magyar Nemzeti Kereskedőház Zrt., ang. Hungarian National Trading House), Kraków, ul. Morawskiego 5 (od 2015)

## Siedziba[3]

### Okres międzywojenny
Stosunki dyplomatyczne pomiędzy Polską a Węgrami po pierwszej wojnie światowej nawiązano w 1920. Przedstawicielstwo tego kraju funkcjonowało już rok wcześniej przy ul. Hortensji 6 (1919–1923), obecnie bud. nie istnieje, również w Hotelu Victoria przy ul. Jasnej 26 (1922), następnie w domu wyb. po 1905 (proj. Feliks Michalski) przy ul. Służewskiej 5 (w latach 1923–1926), obecnie bud. nie istnieje, w Domu Kraszewskiego z 1860 (proj. Franciszek Maria Lanci) przy ul. Mokotowskiej 48 (1926–1930), w kamienicy z 1930 przy ul. Mokotowskiej 55 (1930–1938) oraz w kamienicy Oskara Robinsona z 1937 (proj. Lucjan Korngold) przy ul. Koszykowej 10, róg Al. Przyjaciół 2 (1938–1939). Wydział handlowy, delegatura Węgierskiego Królewskiego Urzędu Handlu Zagranicznego (węg. Magyar Királyi Külkereskedelmi Hivatal) mieścił się przy ul. Kruczej 29 (1938) zaś rezydencja posła w willi/pałacu hr. Rzyszczewskiego z 1902 (proj. François Arveuf) przy ul. Chopina 2 (od końca lat 30. do 1939), kiedy to została zbombardowana.
W okresie Wojny polsko-bolszewickiej, w sytuacji zagrożenia zajęcia Warszawy, personel poselstwa był ewakuowany okresowo (od początku sierpnia 1920) do Poznania, hotelu Britania, obecnie hotelu „Lech”, przy ul. Święty Marcin 74.
Węgry utrzymywały też konsulaty:
- w Krakowie (1918–1924, 1926–1940): w Willi Biały Domek z 1886 (proj. Antoni Siedek) przy ul. Lubicz 21 (1921–1924)[3], w kamienicy z 1878 (proj. Ludwik Beym) przy ul. Podwale 7 (1926–1930), w domu z 1905 (proj. E. Zaklik) przy ul. Biskupiej 7 (1931–1940), przy ul. Pod Sikornikiem[5], w domu wyb. po 1312 przy ul. Mikołajskiej 26 (1999[6]–2001[7]), w domu z 1878 (proj. Józef Pokutyński) przy ul. św. Marka 7 (–2009), obecnie w Browarze Lubicz przy ul. Lubicz 17h (2014–)[6][3],
- Lwowie: w budynku Izby Przemysłowo-Handlowej z 1912 (proj. Józefa Sosnowskiego i Alfreda Zahariewicza) przy ul. Akademickiej 17, ob. Проспект Шевченка/Prospekt Szewczenka (1939), konsulat honorowy w latach 1935–1938[8].

Funkcjonował też Instytut Węgierski w Warszawie (Varsoi Magyar Intezet) w Pałacu Staszica przy ul. Nowy Świat 72 (1935–1939).

### Okres po II wojnie światowej
W 1945 reaktywowano stosunki dyplomatyczne na szczeblu poselstw, a Węgry otworzyły swoje przedstawicielstwo dyplomatyczne w Warszawie już w 1946, początkowo w hotelu Polonia w Al. Jerozolimskich 45 (1946–1949), następnie w al. Róż 3 (1950–1951). Poseł rezydował przy ul. Pilickiej 17 (1948). Podniesienie ich do rangi ambasad nastąpiło w 1954. Przy ul. Fryderyka Chopina 2 wybudowano budynek ambasady, który powstał na fundamentach zburzonej w 1939 dawnej willi hr. Rzyszczewskiego (1953).
Funkcjonował wydział handlowy przy ul. Parkowej 27 (1953), ul. Chocimskiej 2 (1954–1964), następnie w budynku z 1972 (proj. Jan Zdanowicz, Bronisław Eibel) przy ul. Szwoleżerów 10 (1972–2012), obecnie w budynku ambasady. Przy ambasadzie działało też przedstawicielstwo Instytutu Badawczego Koniunktur, Rynku i Informatyki (Konjunktúra-, Piackutató és Informatikai Intézet KOPINT-DATORG) przy ul. Kruczej 51 (1990).
Do 1989 przy Ambasadzie funkcjonowała Grupa Operacyjna MSW WRL.
Funkcjonuje też Konsulat Generalny w Krakowie, w domu wyb. po 1312 przy ul. Mikołajskiej 26 (1999–2001), w domu z 1878 (proj. Józef Pokutyński) przy ul. św. Marka 7 (–2009), obecnie w Browarze Lubicz przy ul. Lubicz 17h (2014–).
Od 1948 swoją działalność kontynuował też Instytut Węgierski (Varsoi Magyar Intezet), mieszcząc się kolejno – w b. budynku szkolnym z około 1902 roku (proj. Jan Fryderyk Heurich) przy ul. Śniadeckich 8 (1950), w kamienicy Pod Gryfami z 1886 (proj. Józef Huss) przy pl. Trzech Krzyży 18 (1955), w hotelu Saskim z XVII w. przy ówczesnej ul. Żabiej 9 (1957) i pl. Dzierżyńskiego 1 (1958–1970), ul. Marszałkowskiej 80 (1972–2009), ul. Moniuszki 10 (2009–). Z dniem 1 września 2021 zmieniono nazwę placówki na Instytut Liszta. Węgierskie Centrum Kultury w Warszawie (węg. Liszt Intézet. Magyar Kulturális Központ Varsó).